# Шарнірна черепаха
Шарнірна черепаха (Cuora) — рід черепах з родини Азійські прісноводні черепахи родини Прихованошийні черепахи. Має 13 видів. Інша назва «азійська корбчата черепаха».

## Опис
Загальна довжина представників цього роду коливається від 15,5 до 30 см. Голова невелика, зазвичай стиснута з боків. Панцир куполоподібний, опуклий або низький. Особливість цих черепах є засіб поєднання частин пластрону між собою та з карапаксом. Ці зв'язки нагадують петлі або шарніри за допомогою яких черепаха повністю зачиняється у панциру у випадку небезпеки. Звідси й походить їх назва. На карапаксі є невеличкі кілі. Лапи наділені плавальними перетинками.
Забарвлення цих черепах зверху коричнювате, буро—зелене або чорне. Знизу вони жовтуваті, червонуваті з жовтими, помаранчевими, білими або чорними смугами. також зустрічаються види з яскраво забарвленими головою та шиєю.

## Спосіб життя
Полюбляють різні місцини: часто перебувають у воді, проте можуть тривалий час перебувати на суходолі. Харчуються як рослинною, так й тваринною їжею.
Самиці відкладають від 4 до 10 яєць. Інкубаційний період триває до 3 місяців.

## Розповсюдження
Мешкають у Південній, Південно-Східній та Східній Азії.

## Види
- Cuora amboinensis (Riche, 1801)
- Cuora aurocapitata Luo & Zong, 1988
- Cuora bourreti Obst & Reimann, 1994
- Cuora cyclornata Blanck, Mccord & Le, 2006
- Cuora flavomarginata (Gray, 1863)
- Cuora galbinifrons Bourret, 1939
- Cuora mccordi Ernst, 1988
- Cuora mouhotii (Gray, 1862)
- Cuora pani Song, 1984
- Cuora picturata Lehr, Fritz & Obst, 1998
- Cuora trifasciata (Bell, 1825)
- Cuora yunnanensis (Boulenger, 1906)
- Cuora zhoui Zhao, 1990